# Sado (rzeka)
Sado – rzeka na Półwyspie Iberyjskim, płynąca w całej długości swego biegu w Portugalii, w jej środkowo-południowej części. Uchodzi do Atlantyku niedaleko Setúbal koło Lizbony. Powierzchnia dorzecza wynosi 7692 km² a długość rzeki to 180 km. Ujście (estuarium) obejmuje powierzchnię około 160 km², przy średniej głębokości 8 m i maksymalnej głębokości 50 m. 
W ujściu rzeki do Oceanu mieszka populacja 28 delfinów. Otoczenie ujścia jest rezerwatem przyrody Reserva Natural do Estuário do Sado.

Położenie rzeki na mapie Portugalii
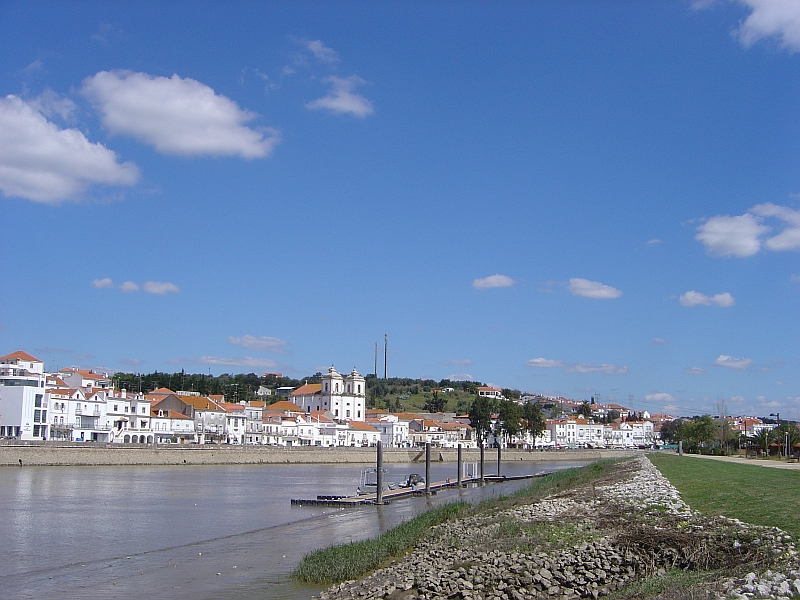
Rzeka Sado w miasteczku Alcácer do Sal